# Deklan Wynne
Deklan Terrence Wynne (Johannesburg, 1995. március 20. –) dél-afrikai születésű új-zélandi válogatott labdarúgó, aki jelenleg a Whitecaps FC 2 játékosa.
Bekerült a 2015-ös U20-as labdarúgó-világbajnokságon és a 2017-es konföderációs kupán részt vevő keretbe.

## Statisztika
| Válogatott | Szezon   | Mérkőzés | Gól |
| ---------- | -------- | -------- | --- |
| Új-Zéland  | 2014     | 2        | 0   |
| Új-Zéland  | 2015     | 1        | 0   |
| Új-Zéland  | 2016     | 3        | 0   |
| Új-Zéland  | 2017     | 5        | 0   |
| Összesen   | Összesen | 11       | 0   |